# Me’Lisa Barber
Me’Lisa Barber (ur. 4 października 1980) – amerykańska lekkoatletka specjalizująca się w biegach sprinterskich.
Podczas igrzysk panamerykańskich w 2003 była piąta w biegu na 400 metrów. W tym samym sezonie została w Paryżu mistrzynią świata w biegu rozstawnym 4 x 400 metrów. Dwa lata później, podczas mistrzostw świata w Helsinkach, była indywidualnie piąta na 100 metrów oraz zdobyła złoto w sztafecie 4 x 100 metrów. Zimą 2006 została w Moskwie halową mistrzynią świata w sprincie na 60 metrów.
Medalistka mistrzostw Stanów Zjednoczonych (także halowych) oraz mistrzostw National Collegiate Athletic Association.
Jej siostra bliźniaczka – Mikele Barber – w 2007 zdobyła złoty medal lekkoatletycznych mistrzostw świata.
Rekordy życiowe: bieg na 60 metrów (hala) – 7,01 (10 marca 2006, Moskwa); bieg na 100 metrów (stadion) – 10,95 (20 maja 2007, Carson); bieg na 400 metrów (stadion) – 50,87 (1 czerwca 2002, Baton Rouge).

## Osiągnięcia
| Rok  | Impreza                             | Miejsce           | Konkurencja        | Lokata     | Wynik   |
| ---- | ----------------------------------- | ----------------- | ------------------ | ---------- | ------- |
| 2003 | Igrzyska panamerykańskie            | Santo Domingo     | bieg na 100 m      | 5. miejsce | 52,53   |
| 2003 | Mistrzostwa świata                  | Paryż/Saint Denis | sztafeta 4 x 400 m | 1. miejsce | 3:22,63 |
| 2005 | Mistrzostwa świata                  | Helsinki          | bieg na 100 m      | 5. miejsce | 11,09   |
| 2005 | Mistrzostwa świata                  | Helsinki          | sztafeta 4 x 100 m | 1. miejsce | 41,78   |
| 2005 | Światowy finał lekkoatletyczny IAAF | Monako            | bieg na 100 m      | 4. miejsce | 11,09   |
| 2006 | Halowe mistrzostwa świata           | Moskwa            | bieg na 60 m       | 1. miejsce | 7,01    |
| 2006 | Światowy finał lekkoatletyczny IAAF | Stuttgart         | bieg na 100 m      | 5. miejsce | 11,10   |